# Tegecoelotes
Tegecoelotes es un género de arañas araneomorfas pertenecientes a la familia Agelenidae. Se encuentra en el Este de Asia y Rusia.

## Especies
Según The World Spider Catalog 12.0:
- Tegecoelotes corasides (Bösenberg & Strand, 1906)
- Tegecoelotes dorsatus (Uyemura, 1936)
- Tegecoelotes dysodentatus Zhang & Zhu, 2005
- Tegecoelotes echigonis Nishikawa, 2009
- Tegecoelotes ignotus (Bösenberg & Strand, 1906)
- Tegecoelotes michikoae (Nishikawa, 1977)
- Tegecoelotes mizuyamae Ono, 2008
- Tegecoelotes otomo Nishikawa, 2009
- Tegecoelotes religiosus Nishikawa, 2009
- Tegecoelotes secundus (Paik, 1971)
- Tegecoelotes tateyamaensis Nishikawa, 2009
- Tegecoelotes yogoensis Nishikawa, 2009